# Hotel Grand (Lázně Bělohrad)
Hotel Grand je jedním z lázeňských hotelů v Lázních Bělohrad.

## Historie
V roce 1935 bylo v Lázních Bělohrad založeno Společenstvo pro podporu lázeňského ruchu, jehož hlavním cílem byla podpora výstavby nového lázeňského hotelu. Předsedou společenstva byl Bernhard Merveldt a patronem plánovaného lázeňského domu se stal MUDr. Jan Levit. Jako projektant a stavitel byl osloven Jindřich Malina, který zahájil stavbu v říjnu 1935, a díky příznivým meteorologickým podmínkám byla hrubá stavba hotelu hotova do Vánoc téhož roku. V průběhu zimy pak probíhaly práce na vnitřním vybavení budovy. Hotel byl slavnostně otevřen 31. května 1936 a jeho nájemcem se stal Bohuslav Urban. Hotel, který byl nazván Grand hotel Urban, měl ve třech podlažích 50 pokojů pro hosty.
Během 2. světové války byla budova Hotelu Grand využívána jako ubytovna Hitlerjugend. Po válce zde byla zřízena odborářská léčebna.
V roce 1998 byla realizována dostavba Hotelu Grand s dalšími 41 pokoji. Tato dostavba byla vybudována podle původních plánů Jindřicha Maliny ze 30. let.
Před hotelem je umístěna kašna s plastikou putti, jejímž autorem je Stanislav Fiutowski z Hořic.